# Neolana pallida
Neolana pallida là một loài nhện trong họ Amphinectidae. Loài này phân bố ở New Zealand.